# Ołeksij Kłymenko
Ołeksij Hryhorowycz Kłymenko (ukr. Олексій Григорович Клименко, ros. Алексей Григорьевич Клименко, Aleksiej Grigorjewicz Klimienko; ur. 1912 w Kijowie, zm. 24 lutego 1943 w Kijowie) – ukraiński piłkarz, grający na pozycji obrońcy, a wcześniej pomocnika.

## Kariera piłkarska

### Kariera klubowa
Od 1936 bronił barw Dynama Kijów. Po zajęciu Kijowa przez niemieckich okupantów został jeńcem wojennym. Po wyjściu z niewoli razem z innymi piłkarzami z Kijowa w zakładzie piekarskim zorganizowali drużynę Start Kijów. W 1942 piłkarze rozegrali dziewięć meczów towarzyskich. Uczestniczył w znanym „meczu śmierci”, po którym trafił do obozu koncentracyjnego. 24 lutego 1943 rozstrzelany przez niemieckich nazistów w Babim Jarze.

## Sukcesy i odznaczenia

### Sukcesy klubowe
- wicemistrz ZSRR: 1936 (wiosna)
- brązowy medalista Mistrzostw ZSRR: 1937
- zdobywca Pucharu Ukraińskiej SRR: 1937, 1938